# Sverkillus Olavi
Sverkillus Olavi var en svensk prästman verksam på slutet av 1400-talet och de första åren på 1500-talet.

## Biografi
Sverkillus Olavi var 1481-1502 kyrkoherde i Luleå pastorat (numera kallat Nederluleå församling). Det s.k. kollationsbrev som utfärdades av ärkebiskop Jacob Ulfsson 9 september 1481 vid utnämningen finns bevarat. I kollationsbrevet anges att Sverikillus skulle årligen ge sin företrädare Per Önnesson 50 mark. Sverkillus tid som kyrkoherde i Nedeluleå församling sammanföll med att Nederluleå kyrka invigdes, som traditionen anger, 29 juni 1492 av Jacob Ulfsson. Ett av Sverkillus, för Nederluleå kyrka, inköpt psalterium 1492 finns bevarat i Uppsala universitetsbibliotek. Sverkillus uppbar under åren 1497-1499 ämbetet som syssloman vid Uppsala domkyrka.